# Ratnakūṭasūtra
Il Ratnakūṭasūtra (sanscrito, devanāgarī :रत्नकूटसूत्र, "Sūtra Cumulo dei Gioielli" anche Mahāratnakūṭasūtra "Grande Sūtra Cumulo dei Gioielli" ; cinese: 大寶積經, Dàbǎojījīng; giapponese: Daihōshakukyō; coreano: 대보적경, Taepojŏkkyŏng; vietnamita: Đại bảo tích kinh; tibetano: དཀོན་མཆོག་བརྩེགས་པ།  Dkon mchog brtsegs pa) è un sūtra, o, meglio, una collezione di sūtra mahāyāna che riporta 49 sermoni del Buddha Śākyamuni.
Alcune parti di questi testi risultano tradotti in lingua cinese già nel II secolo.

## Edizioni e traduzioni
Di questa collezione di sūtra disponiamo:
- alcuni frammenti in lingua sanscrita;
- la versione completa in lingua cinese al T.D. 310, in 120 fascicoli, la cui traduzione è, per quanto concerne i primi 25 sermoni di Bodhiruci (?- 727; 菩提流志), i restanti 24 sermoni vanno attribuiti a traduttori a lui contemporanei;
- la versione completa in lingua tibetana è ai Toh 45-93 e la si deve prevalentemente ai traduttori Jinamitra e Yeshe De.

## Contenuti
Le dottrine religiose trattate in questi sūtra mahāyāna sono numerose e toccano la śūnyatā, gli upāya, la necessità di praticare insieme sia la karuṇā che la prajñā. Nei testi vengono anche veicolate le dottrine della Terra Pura e sono presenti buddha come Akṣobhya e Amitābha.